# Nico Hiraga
Nico Hiraga, de son nom complet Nicholas Hiraga, né le 19 décembre 1997 à San Francisco (Californie), est un skateur et acteur américain. Il est connu pour avoir joué Seth dans le film Moxie de 2021 et Tanner dans le film Booksmart de 2019.

## Biographie
Hiraga est né le 19 décembre 1997 à San Francisco , en Californie , de Jun et Alison Hiraga. Son père est nippo-américain et sa mère franco-américaine. Il a un frère cadet. Son père était banquier et sa mère professeur de français.

## Filmographie

### Cinéma
- 2017 : Summer of 17 de Mike Alfred : Nico[1]
- 2018 : Skate Kitchen de Crystal Moselle : Patrick[2]
- 2019 : Booksmart de Olivia Wilde : Tanner
- 2021 : North Hollywood de Mikey Alfred : Jay
- 2021 : Moxie de Amy Poehler et Tamara Chestnat : Seth[3]
- 2022 : Hello, adieu, et nous au milieu de Michael Lewen : Scotty
- 2022 : Rosaline de Karen Maine : Steve
- 2023 : Love In Taipei de Arvin Chen : Xavier Yeh
- 2024 : Goodrich de Hallie Meyers-Shyer : Jonny
- 2024 : Sweethearts de Jordan Weiss : Ben
- 2025 : For Worse (en) de Amy Landecker : Sean
- 2026 : Devil's Mouth de Jeff Wadlow

### Télévision

#### Séries télévisées
- 2018 : Ballers de Stephen Levinson : lui-même[4]
- 2023 : Le Pouvoir de Naomi Alderman : Ryan (10 épisodes)
- 2023 : The Idol de Sam Levinson, Abel Tesfaye et Reza Fahim

#### Documentaires
- 2017 : The Flare de Federico Vitetta
- 2020 : Godspeed de Davonte Jolly

#### Émissions
- 2024 : A Nonsense Christmas de Sabrina Carpenter : Ebi

### Clips
- 2018 : Zhu x Tame Impala - My Life